# Marmorpalatset, Teheran
Marmorpalatset är ett palats i Tehran i Iran. Det fungerade som ett huvudresidens för Irans kungafamilj 1937-1965, och blev 1970 museum.

## Galleri

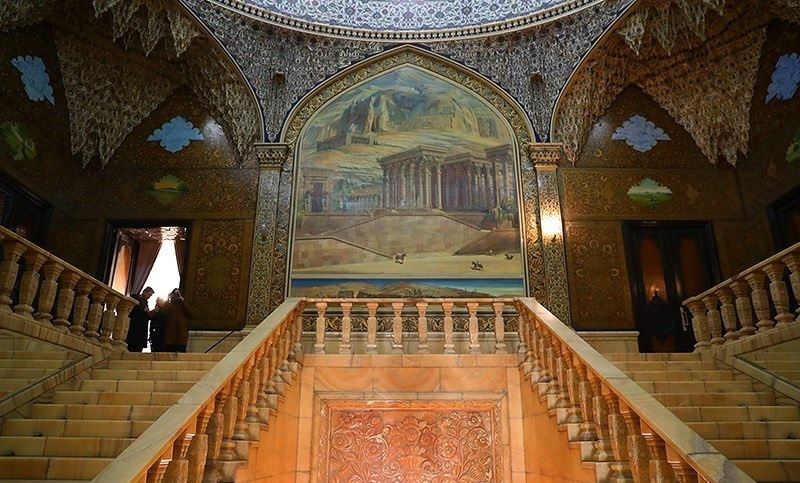
Interiör.
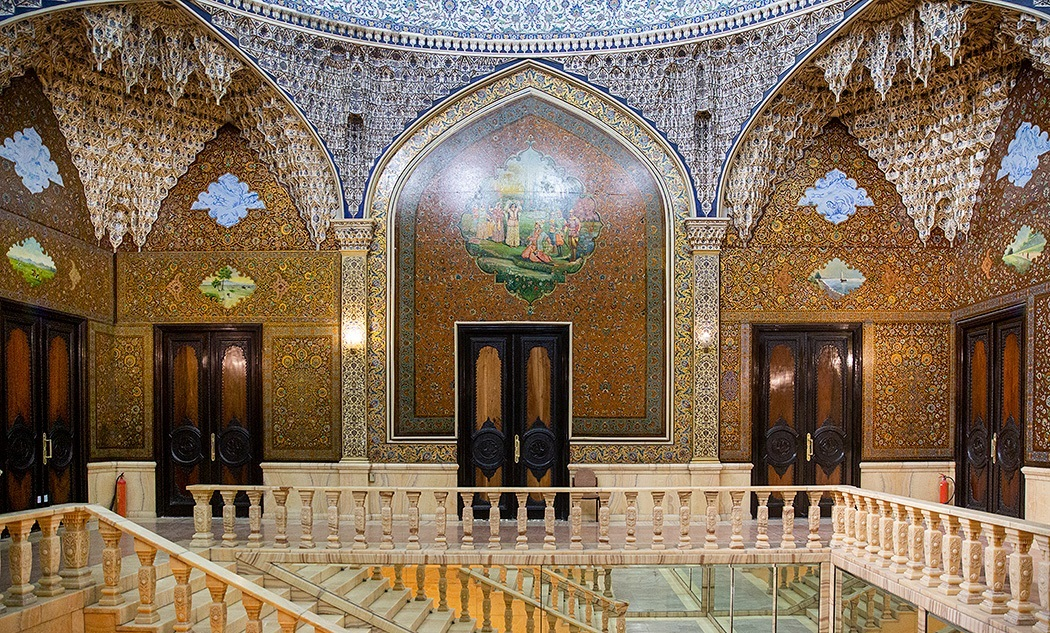
Interiör.
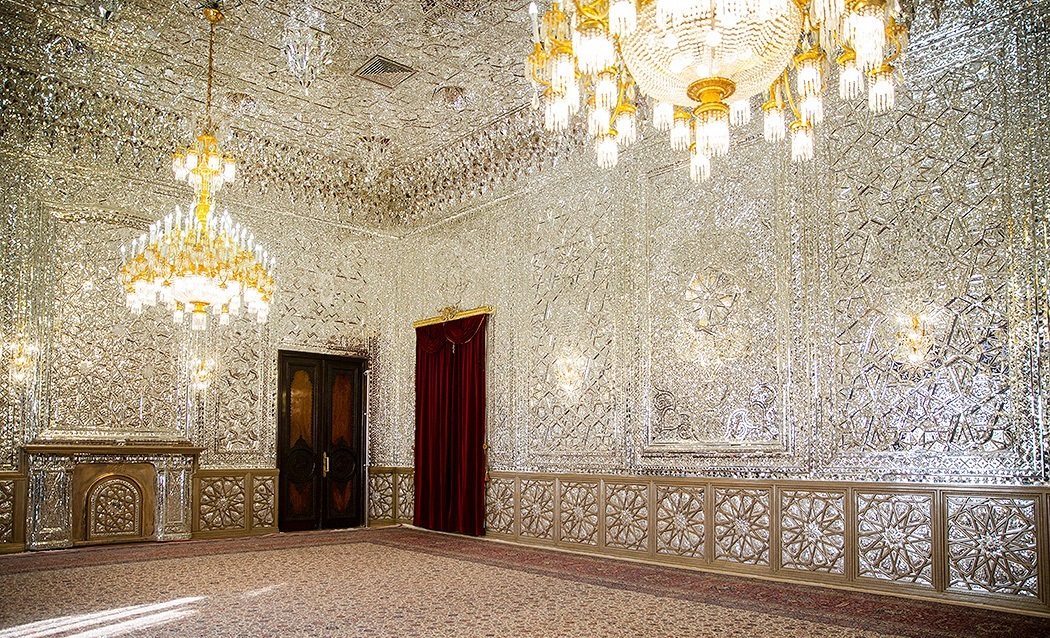
Interiör.
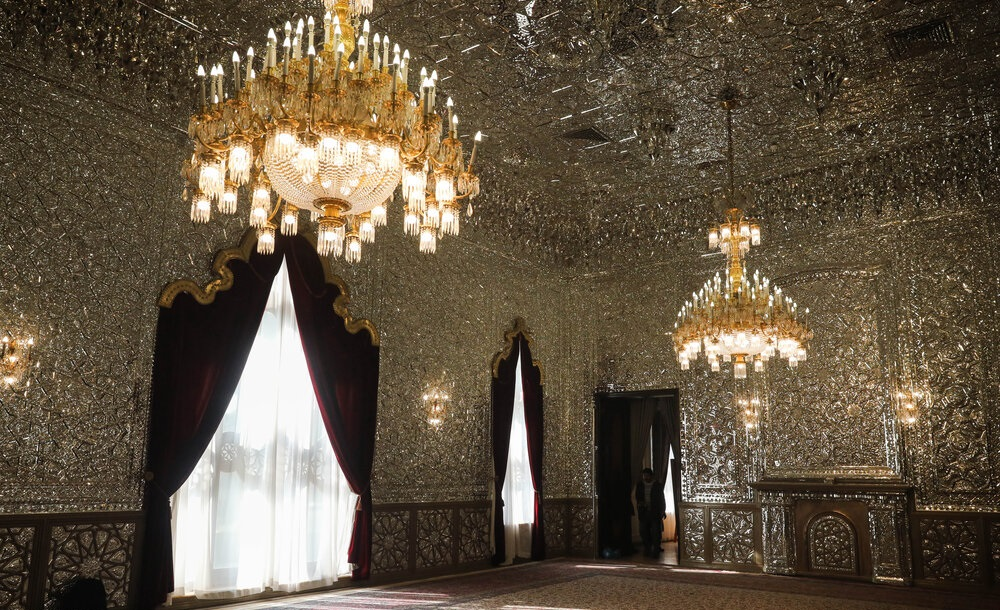
Interiör.